# Ramaria pallida
Ramaria pallida (nome comune: Ditola pallida).

## Descrizione della specie
Corpo fruttifero
Carpoforo ramificato con rami molto fitti e terminali tronchi. Di colore biancastro o caffellatte con sfumature rosa-liliacee alla sommità dei rami.
Tronco
Corto e concolore al corpo fruttifero.
Carne
Bianca, consistente, elastica.
- Odore: subnullo, di caffè.
- Sapore: dolciastro con retrogusto amarognolo.

Spore
Ellittiche irregolari, 10-12 x 4,5-6 µm, verrucose, non amiloidi, gialline.

## Habitat
Fruttifica in estate-autunno, nei boschi di aghifoglie e di latifoglie.

## Commestibilità
È sicuramente una ramaria tossica, ma non certo mortale, comunque non è da sottovalutare il suo effetto fortemente lassativo ed emetico. Può provocare seri avvelenamenti se consumato in quantità.

## Etimologia
Dal latino pallidus = pallido, per il suo colore chiaro.

## Sinonimi e binomi obsoleti
- Clavaria pallida Schaeff., Fungorum qui in Bavaria et Palatinatu circa Ratisbonam nascuntur 4: 120 (1774)